# Nardoa galatheae
Nardoa galatheae är en sjöstjärneart som först beskrevs av Christian Frederik Lütken 1865.  Nardoa galatheae ingår i släktet Nardoa och familjen Ophidiasteridae. Inga underarter finns listade i Catalogue of Life.